# Lew Gołub
Lew Władimirowicz Gołub (ros. Лев Владимирович Го́луб; ur. 29 września 1904 w Jekaterynosławiu, zm. 26 maja 1994) – radziecki i białoruski reżyser i scenarzysta, Ludowy Artysta Białoruskiej SRR (1964). W 1928 ukończył Wszechrosyjski Państwowy Uniwersytet Kinematografii.
Jego film Szukam ojca zdobył nagrodę w kategorii Najlepszy film dla dzieci w 1960 roku na Wszechzwiązkowym Festiwalu Filmowym, a na Filmowym Festiwalu Republik Nadbałtyckich Lew Gołub otrzymał za niego nagrodę dla najlepszego reżysera.

## Wybrana filmografia[2][3][5]
- 1954: Dzieci partyzanta (ros. Дети партизана);
- 1957: Mały bohater (ros. Миколка-паровоз);
- 1959: Szukam ojca (ros. Девочка ищет отца).